# Edmund Klaus
Edmund Klaus (ur. 19 października 1947 w Gorzowie Wielkopolskim) – polski gitarzysta.

## Życiorys
Od piątego roku życia uczył się gry na fortepianie u ojca – nauczyciela muzyki, dalszą naukę kontynuując w PPSM w Poznaniu w klasie skrzypiec. W latach 1961–1966 uczył się w szkole średniej w Technikum Budowy Fortepianów w Kaliszu, po ukończeniu której w 1970 roku został absolwentem Średniej Szkoły Muzycznej. W latach 1963–1964 należał do Polskiego Stowarzyszenia Jazzowego. Od 1964 roku był zatrudniony jako muzyk w Estradzie Poznańskiej. W latach 1968–1973 był członkiem grupy Happening, która po pewnym czasie zmieniła nazwę na Aspekt. Przez zespół przewinęli się między innymi: brat gitarzysty Ryszard, Aleksander Maliszewski, czy Piotr Kałużny. W latach 1973–1976 grał w zespole „Blues & Rock” Wojciecha Skowrońskiego, z którym dokonał nagrań radiowych i w maju 1976 roku nagrał album Wojciech Skowroński (LP, Pronit SX-1376). Po rozpadzie zespołu w październiku 1976 r. Klaus rozpoczął współpracę z grupą „Studio”, której wokalistką była Zdzisława Sośnicka. W latach 1977–1997 występował w orkiestrze pod kier. Zbigniewa Górnego, był także członkiem pierwszego składu orkiestry Alex Band, której solistą był wówczas Krzysztof Krawczyk. Z formacją Maliszewskiego dokonał w latach 1978–1979 wielu archiwalnych nagrań studyjnych i koncertowych. W latach 1979–1980 grał w zespole Urszuli Sipińskiej, z którym koncertował w Stanach Zjednoczonych, ZSRR, NRD i w Rumunii. Po 1994 roku w Poznaniu gitarzysta współtworzył zespoły „Gipsy Swing” i „Musette Quartet” (ma na koncie album pt. Kocham Paryż, 1995), który od 2003 roku występował pod nazwą „New Musette Quartet” (zarejestrował dwa albumy: Besame Mucho w 2004 i Inspiracje - Live w 2006). Oprócz Klausa zespół tworzą: Wiesław Prządka (lider; akordeon), Zbigniew Wrombel (kontrabas) i Andrzej Mazurek (perkusja). Gościnnie z zespołem występują: Hanna Banaszak i Jacek Kotlarski. W ostatnich latach gitarzysta współpracuje także z zespołami „Hot Swing” i „Artfamily”.